# Hulikere, Mandya
Hulikere là một làng thuộc tehsil Mandya, huyện Mandya, bang Karnataka, Ấn Độ.